# Bataille d'Alagarno
Insurrection de Boko Haram
La bataille d'Alagarno a lieu le 21 octobre 2013 pendant l'insurrection de Boko Haram. 

## Déroulement
Le 21 octobre 2013, l'armée nigériane lance une offensive contre un camp de Boko Haram à Alagarno, dans l'est de l'État de Borno. L'attaque est effectuée par la 7e division de l'armée nigériane avec le soutien du Groupe composite 79 de l'armée de l'air basée à Maiduguri. Selon le capitaine Aliyu Danja, porte-parole de la 7e division, 37 jihadistes ont été tués et beaucoup d'autres blessés lors du combat. Des armes et des munitions sont saisis, trois véhicules sont détruits, ainsi que des motos,.